# Пульный, Василий Фёдорович
Василий Фёдорович Пульный (1922—1944) — участник Великой Отечественной войны, командир роты автоматчиков 79-й танковой бригады (19-й танковый корпус, 1-й Прибалтийский фронт), старший лейтенант. Герой Советского Союза (1945).

## Биография
Родился в 1922 году в селе Каменка ныне Марковского района Луганской области.
В школе учился хорошо, увлекался спортом, мечтал стать лётчиком. В 1933 году семья Пульных переехала в город Шахты, в посёлок Табунцы. Отец поступил работать на Артём-ГРЭС, там же в посёлке учился Василий в школе № 32. 9 и 10 классы Василий окончил за один год.
В 1939 году он поступил в Краснодарское военное пехотное училище, окончил его когда уже началась война. Сразу же лейтенант Пульный был отправлен на фронт. Уже в первые годы войны он отличился на Южном фронте, где шли ожесточённые бои с врагом, продвигающимся на восток. Пульный воевал в стрелковом полку, командовал взводом, ротой. Участвовал в Сталинградской битве, Мелитопольской наступательной операции (октябрь 1943 года). Позже участвовал в Крымской наступательной операции, затем в Шяуляйской наступательной операции.
9 августа 1944 года рота автоматчиков под командованием старшего лейтенанта Пульного под сильным огнём противника форсировала реку Мемеле в районе населённого пункта Немунелё-Радвилишкис и на противоположном берегу овладела плацдармом. Гитлеровцы трижды упорно контратаковали подразделение Пульного, но рота устояла и даже расширила плацдарм, на который стали переправляться другие подразделения. В том бою Пульный лично уничтожил более 20 солдат противника, трёх фашистских офицеров.
Капитан В. Ф. Пульный погиб в бою 26 декабря 1944 года при прорыве вражеской обороны в районе города Елгава.
Похоронен в братской могиле в Елгаве (Латвия).

## Награды
- Указом Президиума Верховного Совета от 24 марта 1945 года за мужество, героизм и отвагу, проявленные при освобождении Прибалтики, капитану В. Ф. Пульному было присвоено звание Героя Советского Союза с вручением ордена Ленина  и медали "Золотая Звезда" ( представление было составлено 11.8.1944 г. и  окончательно подписано 21.10.1944 г.).  Эти награды  не  были ему вручены.
- Награждён орденами Ленина, Красного Знамени, Отечественной войны I ( посмертно ) и II степеней, медалями.

## Память
- Имя Героя носит одна из улиц города Шахты и школа № 32, в которой он учился. Также его имя увековечено на обелиске во дворе школы № 32.
- В городском парке культуры и отдыха на Аллее Славы установлен бюст Пульного.
- Краеведы школы вели переписку с его мамой Варварой Венедиктовной и братом Николаем, побывали в селе Каменке, где они проживали. Здесь же, в Каменке, посетили школу, которая носит имя Героя Василия Пульного, и переписывались с учащимися этой школы. В 1970-е годы школьники совершили поездку в латвийский город Елгаву, где в братской могиле похоронен выпускник их школы.
- Мемориальная доска в память о Пульном установлена Российским военно-историческим обществом на здании школы № 32 города Шахты, где он учился, а также на стеле на Монументе боевой и трудовой славы, расположенном в том же городе на площади Славы.